# سادلی (ویرجینیا)
سادلی (به انگلیسی: Sudley) یک منطقهٔ مسکونی در ایالات متحده آمریکا است که در شهرستان پرنس ویلیام، ویرجینیا واقع شده‌است. سادلی ۱۶٬۲۰۳ نفر جمعیت دارد.